# Creolandreva crepitans
Creolandreva crepitans är en insektsart som beskrevs av Hugel 2009. Creolandreva crepitans ingår i släktet Creolandreva och familjen syrsor. Inga underarter finns listade i Catalogue of Life.